# Collectief (samenwerkingsverband)
Collectief duidt als begrip op een sociale constellatie die naargelang invalshoek zeer verschillende zaken kan betekenen: een volk, een religie, een staat, een bedrijf of een sociale klasse. Er wordt echter soms ook in zeer brede term gesproken van 'het menselijke collectief'. Als samenwerkingsverband is een collectief een groep mensen die gezamenlijk één of meerdere belangen nastreeft door middel van samenwerking. Een collectief concentreert zich over het algemeen op dit gezamenlijk belang. Er zijn specifieke doelgerichte collectieven waarbinnen de leden als groep of team doelgericht in een bepaald verband samenwerken.

## De Staat als collectief
Collectivisme is het bijhorende filosofisch standpunt dat het belang van de gemeenschap boven dat van het individu stelt. Het is daarmee het tegenovergestelde van het individualisme. Het collectivisme gaat ervan uit dat door samenwerking meer resultaat kan worden bereikt dan als alle groepsleden afzonderlijk dit belang na zouden streven. Door deze aanname zouden groepsleden bereid zijn niet-groepsgerelateerde individuele belangen ondergeschikt te maken aan het belang van het collectief. In de praktijk heeft het in veel politieke stromingen echter ook tot gedrongen ondergeschiktheid van de vrijheden van het individu geleid met gebruikmaken van staatsterreur en interneringskampen voor andersdenkenden. 
Het streven om de maatschappij om te vormen naar een collectief is te vinden in denkstromingen als het confucianisme en het marxisme. Voorbeelden van staatkundige systemen waarin collectivisme een belangrijke rol speelt zijn socialisme, communisme, stalinisme, maoïsme, fascisme en nationaalsocialisme. In cultureel opzicht wordt collectivisme gezien als het aanpassen van een samenleving of gemeenschap aan armoede vanwege gebrek aan voldoende hulpmiddelen en zelfredzaamheid.

## Organisatie als collectief
Het begrip 'collectief' wordt ook als zelfstandig naamwoord gebruikt voor een samenwerkingsverband van mensen die op een gelijkwaardige manier zeggenschap hebben en samen verantwoordelijk zijn binnen een bedrijf of organisatie en opbrengsten of verliezen gelijkwaardig delen. Bekend voorbeeld zijn de advocatencollectieven die in de 1970er jaren werden opgericht als tegenhanger van de hiërarchisch georganiseerde advocatenkantoren. Er bestaan onder andere ook schrijvers- en dichterscollectieven